# Miriam Treichl
Miriam Treichl född 15 januari 1969 i Huddinge församling, Stockholms län, är en svensk operasångerska (mezzosopran). Treichl  studerade vid Kungliga Musikhögskolan i Stockholm och Operahögskolan i Stockholm. 
Hon har gjort rollerna Syster Helen Prejean i Dead Man Walking (Opera) på Malmöoperan 2006 och 2009 och Hanna Glawari i Glada änkan på Folkoperan 2008. Senast kunde man se henne som Donna Elvira i Don Giovanni på Drottningholms slottsteater med bland andra Loa Falkman och Marika Schönberg.
2007 skapade och producerade Miriam Treichl och operasångerskorna Jeanette Köhn och Katija Dragojevic succén Vildvuxet, som spelades på Rosendals trädgård sommaren 2007 och på Kulturhusets tak i Stockholm sommaren 2008

Hösten 2008 erhöll Treichl Kerstin Nerbes Stipendium. 2019 tilldelades hon Gunn Wållgren-stipendiet.
Miriam Treichl är syster till musikalartisten Frida Modén Treichl.

## Opera
- 2024 Parsifal roll: Kundry på Kungliga operan
- 2012 Carmen roll: Carmen på Norrlandsoperan
- 2011 Hemligheter roll: Vakten/Systern på Malmöoperan[10]
- 2010 Don Giovanni roll: Donna Elvira på Drottningholms slottsteater
- 2010 Karmelitsystrarna roll: Mère Marie på Malmöoperan
- 2009 Dead Man Walking roll: Syster Helen Prejean på Malmöoperan samt gästspel på Det Kongelige i Köpenhamn
- 2008 Odysseus återkomst på Drottningholms slottsteater
- 2008 Glada änkan roll: Hanna Glawari på Folkoperan
- 2007 Mitt hjärta brister på Folkoperan Norrlandsoperan samt på turné Riksteatern[11]
- 2006 Dead Man Walking roll: Syster Helen Prejean på Malmöoperan
- 2006 Don Giovanni roll: Donna Elvira på Confidencen
- 2005 Don Giovanni roll: Donna Elvira på Värmlandsoperan
- 2004 Orfeus i underjorden roll: Desirée på Folkoperan[12]
- 2002 Trollflöjten roll: Andra Damen på Drottningholms slottsteater
- 2001 Jeppe roll: Beatrice på Folkoperan
- 2001/2000 Cosí fan tutte roll: Despina på Drottningholms slottsteater
- 2000 La Traviata roll: Flora på Folkoperan
- 1999 Figaros bröllop roll: Grevinnan på Folkoperan, Riksteatern
- 1998 Lysistrate roll: Lysistrate på Folkoperan